# Київ Модерн-балет
Академічний театр «Київ Модерн-балет» («Комунальний Заклад «Театрально-видовищний заклад культури «Академічний театр «Київ Модерн-балет») — український театр сучасної хореографії, задуманий, як авторський, де репертуар та художні пріоритети визначаються постановками одного хореографа. Театр, що апелює до формування творчої лабораторії сучасного танцю: сміливі експерименти, оригінальні прочитання всесвітньо відомих театральних сюжетів, оновлення та збагачення форми й лексики сучасного танцю. Активно гастролює Україною та за кордоном.
Засновник та головний балетмейстер театру — заслужений діяч мистецтв України, лауреат Національної премії України ім. Тараса Шевченка, народний артист Молдови Раду Поклітару.

## Історія
Історія «Київ Модерн-балет» розпочинається 19 грудня 2005 року прем'єрою вистави «Le forze del destino / Сила долі», створеної на замовлення «Фонду мистецтв Володимира Філіппова», в якій вже були задіяні основні творчі сили майбутнього театру — хореограф Раду Поклітару, сценограф Андрій Злобін, художниця з костюмів Ганна Іпатьева, художниця зі світла Олена Антохіна, звукорежисер Олександр Курій, асистент хореографа Анатолій Козлов та багато артистів, які згодом увійшли до складу постійної трупи.
Одноактна вистава «Le forze del destino / Сила долі» відтворювала атмосферу старого театру 30—40-х років, де багато м’яких декорацій, в яких звучали нові трактування класичних оперних хітів (аранжування Павла Шевчука) у виконанні Олена Гребенюк (сопрано), та відбувалася насичена дія, про який преса писала: «Зміст вистави важко визначити конкретно; найточніше його відображає сама назва. Цей колаж із оперних арій «зцементований», як лейтмотивом, темою із опери Дж. Верді «Сила долі», яка раз у раз звучить у різних модифікаціях».

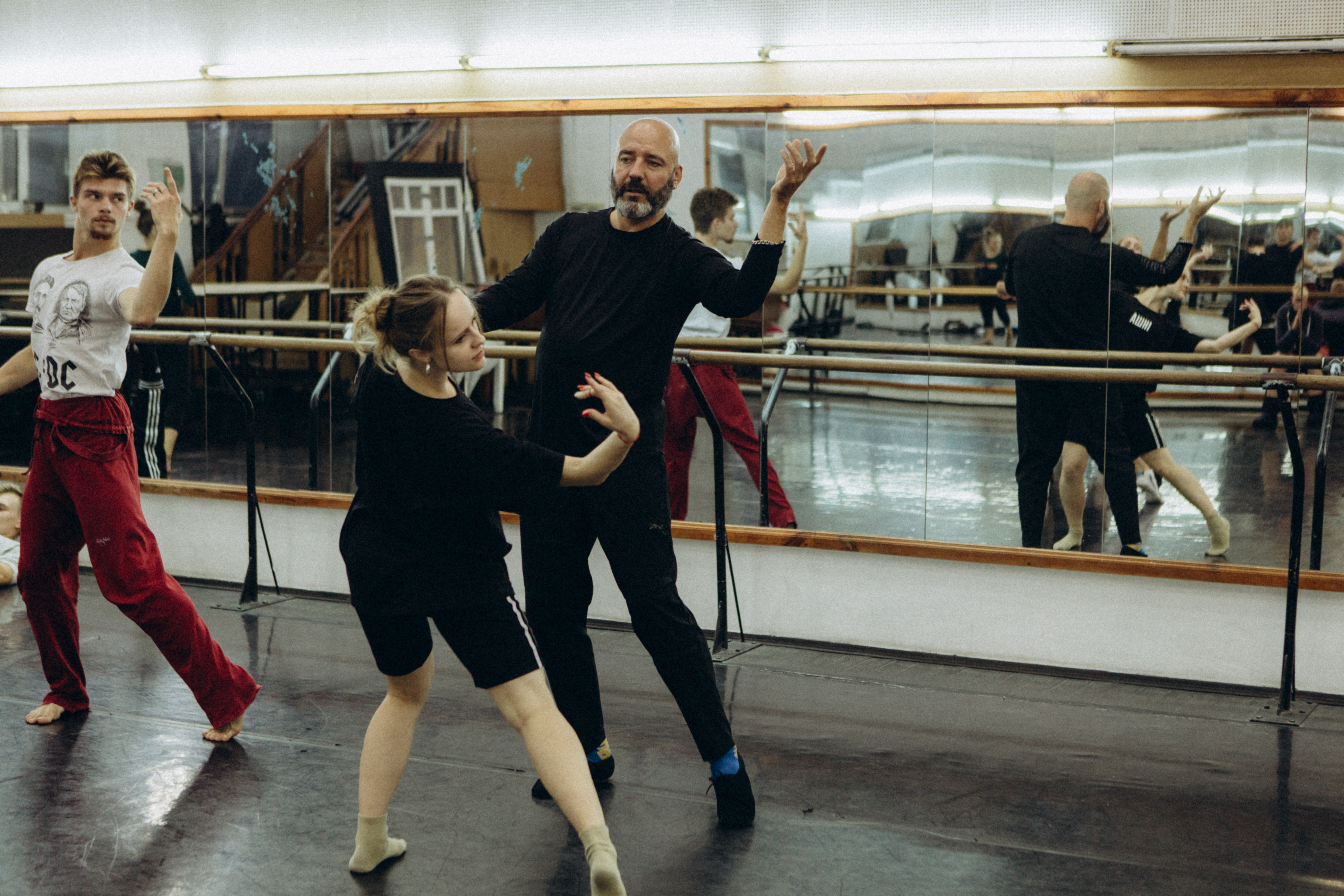
В репетиційній залі

ТОВ «Театр „Київ Модерн-балет“» на чолі з Раду Поклітару за підтримки мецената Володимира Філіппова було зареєстровано  18 липня 2006 року. За підсумками загальноукраїнського відбору, кастинг пройшли 16 молодих танцівників. Наявність академічної балетної освіти не була необхідною умовою для прийняття до складу трупи (при цьому всі артисти являлися професіоналами сучасного танцю, розбиралися у класичному танці та вміли робити класичний урок).
Прем'єра балету у двох серіях «Кармен. TV» на музику Жоржа Бізе відбулася 25 жовтня 2006 року на сцені Національного драматичного театру ім. Івана Франка. За виставу «Кармен. TV» театр отримав дві премії «Київська пектораль» — у номінаціях «Краща вистава року» та «Найкраще пластичне вирішення вистави». Виконавиця ролі Кармен Ольга Кондакова отримала номінацію як «Найкраща виконавиця жіночої ролі». Балети «Веронський міф: Шекспірименти» на музику Петра Чайковського, Георга Генделя та доби Ренесансу (2006), «Болеро» Моріса Равеля (2007), «Дощ» на музику Йоганна Себастьяна Баха та народів світу (2007), «Лускунчик» Петра Чайковського (2007) отримали премію «Київська пектораль» у спеціально створеній номінації «Подія року».
У партнерстві із Національною оперою України ім. Тараса Шевченка створено балет–триптих «Перехрестя» на музику Мирослава Скорика, балет на одну дію «Геревень» на музику Володимира Ніколаєва — копродукція з Пермским театром опери і балету ім. Петра Чайковського (обидва 2012 року).
Кризовим для колективу став 2013-й років, коли театр опинився на межі повного закриття. Балет «Лебедине озеро» Петра Чайковського розглядали як останню прем'єру в історії колективу. З фінансових причин (вкрай низькі зарплати) 9 з 21 артистів трупи залишили колектив. На їх місце було набрано нових, й увесь репертуар довелося відновлювати майже відпочатку. Вистави колективу створюються завдячуючи меценатській підтримці. Балет «Жізель» — за допомоги Людмили Русаліної (засновниця холдингу «Петрус-Медіа»), у низці проєктів допомагав Володимир Бородянський (тогочасний генеральний директор телеканалу «СТБ», керівник групи «StarLightMedia»), безпосередня участь бізнесмена Андрія Демидова дозволила створити «Лебедине озеро»).

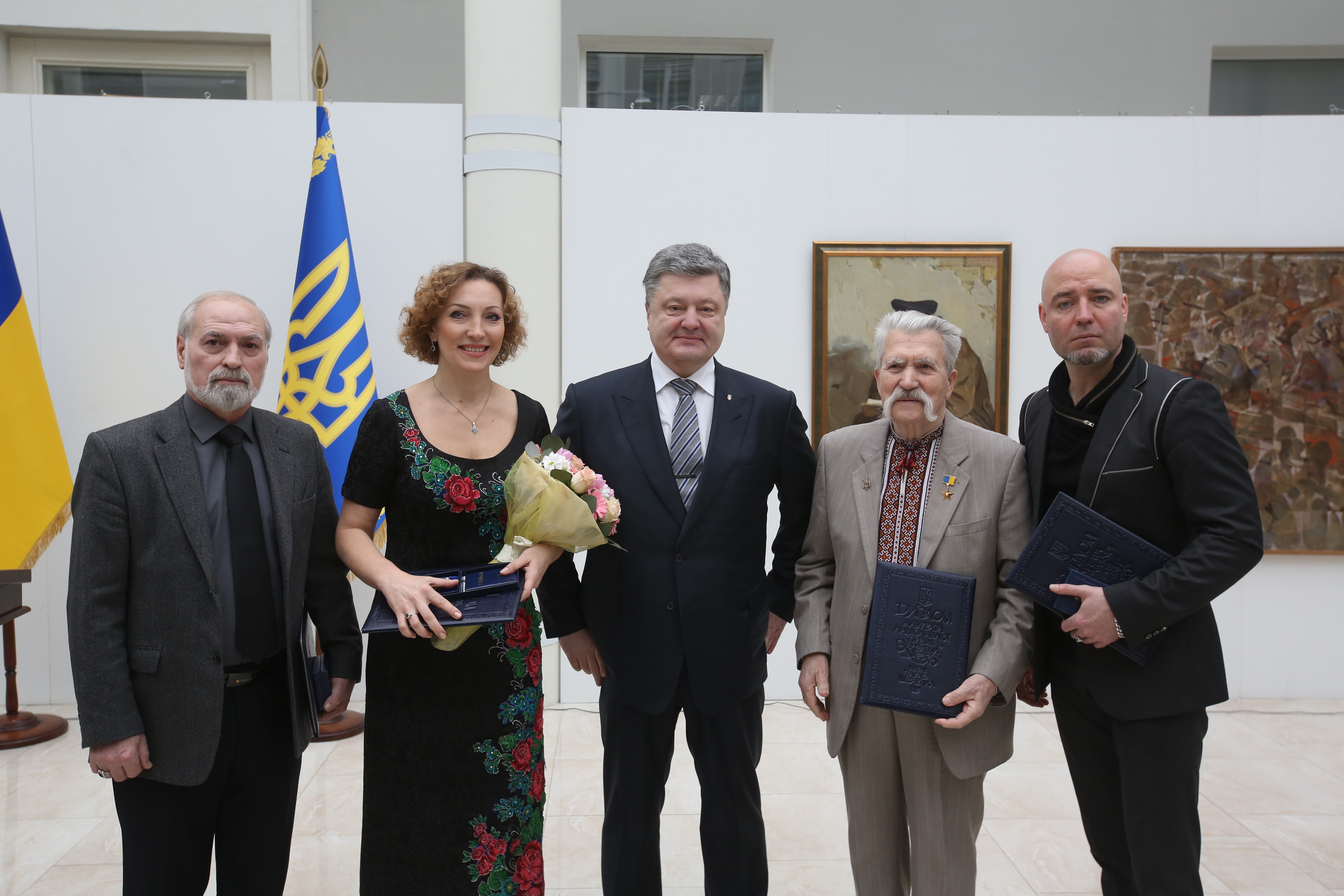
Церемонія нагородження Національної премії України ім. Тараса Шевченка 2016 року: президент України Петро Порошенко із лауреатами (художник Михайло Гуйда, артистка Анжеліна Швачка, публіцист Левко Лук'яненко, балетмейстер Раду Поклітару)

У березні 2016 року роботи «Київ Модерн-балету» (балети «Лебедине озеро», «Жінки в ре мінорі», «Довгий різдвяний обід» та балет-триптих «Перехрестя») у постановці Раду Поклітару відмічено Національною премією ім. Тараса Шевченка у номінації «Музичне мистецтво». У поданні Національної академії мистецтв України зокрема йдеться про те, що «Смислова поліфонія танцю, створена майстром, передає внутрішній напружений динамізм, лексику «зашифрованих» метафор і складних символів, артикулює насамперед драматичні глибини буття».
В період з 2009 по 2017 роки трупа «Київ Модерн-балет» входила до складу Київського муніципального академічного театру опери і балету для дітей та юнацтва, на сцені якого були поставлені більшість балетів з репертуару колективу.
5 жовтня 2017 року було створено КЗ ТВЗК «Театр «Київ Модерн-балет» відповідно до рішення Київської міської ради від 22 червня №610/2772 «Про створення Театрально-видовищного закладу культури «Театр «Київ Модерн-балет» шляхом виділу з театрально-видовищного закладу культури «Київський муніципальний академічний театр опери і балету для дітей та юнацтва». Окремо зазначено, що КЗ «Театрально-видовищний заклад культури «Театр «Київ Модерн-балет» є правонаступником у частині майна, прав та обов’язків КЗ «Театрально-видовищний заклад культури «Київський муніципальний академічний театр опери та балету для дітей та юнацтва».
В листопаді 2017 року творчому колективу Театру надано статус академічного згідно наказу Міністерства культури України №1176 «Про надання статусу академічного творчому колективу комунального закладу «Театрально-видовищний заклад культури «Театр Київ Модерн-балет» від 8 листопада.
У лютому 2018 року театр перейменовано у комунальний заклад «Театрально-видовищний заклад культури «Академічний театр «Київ Модерн-балет» відповідно до рішення Київської міської ради від 8 лютого №11/4075 «Про перейменування комунального закладу «Театрально-видовищний заклад культури «Театр Київ Модерн-балет». У складі театру 23 артиста.
Чотири вистави «Київ Модерн-балет» увійшли до рейтингового опитування «Київський рахунок», який у січні 2021 року оприлюднив перелік найкращих українських вистав 2000-х. В опитуванні взяли участь 15 українських театральних критиків, які внесли до списку «Київського рахунку» постановки «Довгий різдвяний обід» (2014), «Кармен. TV» (2006), «Палата №6» (2008) та «Сплячу красуню» (2018).

## Особливість постановок
Сюжетна основа

Афіша балету «Жізель»

Театральні оглядачі говорять про Раду Поклітару як про «хореографа-чарівника, який дає нове життя старим казкам на балетній сцені: «Лускунчик», «Маленький Принц», «Лебедине Озеро»...». Кожна нова робота колективу будується на оригінальному трактуванні, здавалося б, відомого сюжету крізь призму погляду Поклітару. Так, від класичного сюжету новели «Кармен» Проспера Меріме залишаються лише імена героїв — центральним персонажем стає селянка Мікаєла — мрійлива білявка, із головою занурена у світ перегляду телесеріалів (звідси й назва постановки «Кармен. TV»); його «Жізель — не мила пейзанка, а знедолене дитя великого сучасного міста»; перший епізод «Лебединого озера» починається мисливським вбивчим пострілом лебединої родини, та наступним доглядом врятованого пташеняти інфернальним паном Ротбартом; а сюжет «Лускунчика» бере свій розвиток не з історії маленької дочки заможних батьків, а з дівчинка-підлітка, яка жебракує холодними засніженими вулицями великого міста, й бачить чарівний сон, заснувши прямо на вулиці.
Для колективу не існує «непідйомних тем для балету» — Поклітару перекладає мовою пластики фіцджеральдівську «Загадкову історія Бенджаміна Баттона» («Вгору по річці»); сміливо поєднує історію «Маленького принца» Антуана Сент-Екзюпері із ранньою музикою Моцарта та українськими колисковими у виконанні Марії Пилипчак; переповідає пушкінську історію «Пікової дами» із використанням музики Петра Чайковського, але не передбачувано однойменною оперою, а Другою та Шостою його симфоніями. Постановки живі, актуальні, сьогоденні, із вкрапленнями іронії, здорового гумору, іноді навіть «рівневого стьобу» («In Pivo Veritas»).
Художнє вирішення
Над художніми образами балетів «Кармен TV», «Шекспірименти», «Дощ», «Андеґраунд» працює театральна художниця Ганна Іпатьєва, випускниця національної академії образотворчого мистецтва і архітектури (майстерня професора Миколи Стороженка). З оформлення балету «Жізель» Ганна використовує принти графічних творів (Миколи Гончарова), як мову образності театрального костюму. Сценографію («Кармен TV», «Шекспірименти», «Андеґраунд») створює заслужений діяч мистецтв України, випускник  Львівський інститут прикладного та декоративного мистецтва (майстерня Євгена Лисика) Андрій Злобін. Сценічні вирішення постановок вирішуються у модерному стилі (напр. події балету «Жізель» перенесено до напівзруйнованих нетрів сучасного мегаполіса). В оформленні балету-триптих «Перехрестя» 2012 року сценограф Олександр Друганов використовує гравюри Дені Дідро та виводить на сценічний простір 3D-анімацію. Незмінним звукорежисером всіх проєктів театру є Олександр Курій.
Лаконічність візуальних акцентів стає символікою. Тендітна, незахищена, немов оголена, Троянда — з єдиною окрасою: розкішним королівським бутоном на голівці, соковитого кольору. Самотній вішак на сцені (ви ж пам’ятаєте, з чого починається справжній Театр?) з різними аксесуарами одягу мешканців Планет — саме цей вішак промовисто натякає: шукай всіх персонажів — в собі. І тільки чорний, мов безодня, Змій, Біблійний персонаж з яблуком спокуси, що звивається в туге кубельце, чи розгортається до гігантських розмірів, мов знамено самого Зла — отримує неймовірну пластику і сценічну виразність рухів завдяки візуальному ефекту чорно-білих костюмів артистів, які на декілька моторошних миттєвостей балету стають частинками його гнучкого і всесильного тіла.
У 2014 році до постановників долучається художник костюмів Дмитро Курята: «Жінки у ре мінорі», «Довгий різдвяний обід»" (обидва — 2014), «Вгору по річці» (2016), «Спляча красуня» (2018), «Вій» (2019), «Маленький принц» (2020), «Пікова дама» (2021). З 2019-го — артдиректорка, авторка відеопроєкції Ольга Нікітіна, яка спеціально до балетів створює: 3D відео мапінг у балетах «Вій» (2019) та «Маленький принц» (2020), а в проєкті «Пікова дама» (2021) — континуум «доданої реальності» (на зразок «доповненої реальності» та «гібридної реальності»
Музика
Музична складова постановок має широкий діапазон: від канонічних балетних партитур («Болеро» Моріса Равеля, «Лебедине озеро» Петра Чайковського, «Жізель» Адольфа Адана та інші), до авторських музичних компіляцій («Двоє на гойдалці» на музику Йоганна Себастьяна Баха та Чавели Варгас, «Маленький принц» на музику Вольфганга Моцарта та українських колискових, «In pivo veritas» на ірландську народну музику та музику доби Ренесансу, «Пікова дама» на музику Другої та Шостої симфоній Петра Чайковського тощо), та унікальних музичних першопрочитань (до процесу постановки балету «Вій» увійшла й робота з музичного запису твору Олександра Родіна силами Національного симфонічного оркестру). Зі слів режисера: «…в більшості випадків основою моєї хореографії є музичний матеріал, який у нас називають словосполученням «класична музика». Це може бути сучасна академічна класична музика, музика епохи Бароко, більш рання доба. Але в будь-якому разі це класика, іноді я використовую бардівську пісню та фольклор — це три кити, на яких лежить практично вся моя хореографія»).
В історії театру є постановки, створені спеціально під написану для «Київ Модерн-балету» музику. Таким став балет на одну дію «Геревень» композитора Володимира Ніколаєва (копродукція з Пермским театром опери і балету ім. Петра Чайковського (2012), та балет–триптих «Перехрестя» на музику Мирослава Скорика (у партнерстві із Національною оперою України ім. Тараса Шевченка. Маєстро Скорик власноруч диригував своїми творами під час показу «Перехрестя». А також балет на дві дії «Вій» (2019), музику до якого написано українським композитором Олександром Родіним.
Нова постановка Раду Поклітару — це завжди очікування нового відкриття Майстра, нового руху в модерному хореографічному мистецтві й, водночас, упевненості в зустрічі з одвічними цінностями Духовності та Краси, Добра та Любові.
Хореографія
«Київ Модерн-балет» є авторським театром, репертуар якого складається із переважно авторських постановок засновника Раду Поклітару, які стали золотим фондом театру, завоювали нагороди, отримали визнання експертів та глядачів. Разом із тим «Київ Модерн-балет» є платформою для творчого пошуку молодих українських хореографів, артистів театру. Артистами театру у різні роки було поставлено одноактні балети: «Видіння Рози» (2014) та «Пори року» (2014) Олександра Родіна у постановці Олексія Бусько; Second floor (Другий поверх) на музику Дж. Блейка, Н. Фрама, Г. Сантаолалья у постановці Анатолія Водзянського (2016); «Варіації життя» на музику композиторів Альфреда Шнітке, Генрі Перселла, Оулавюра Арнальдса, С. Андерсона, Макса Ріхтера у постановці Анни Герус (2017). У театрі свої роботи ставили: Анастасія Харченко, Олена Долгіх, Олександр Маншилін, Володимир Мітєв, В.Толстова, Руслан Баранов, Петро Наку, Владислав Детюченко, Катерина Курман.
До репертуарної афіші театру увійшли одноактні балети у постановці провідного артиста театру Артема Шошина: «Ближче, ніж кохання» на музику Йоганна Пахельбеля, Георга Фрідріха Генделя, Крістофа Віллібальда Глюка, Антоніо Вівальді, Еціо Боссо, Алессандро Марчелло (2015), «Пробігаючи життя» на музику Йоганна Себастьяна Баха, Вима Мертенса, Макса Ріхтера (2016), «Нерозлучники» на музику Густава Малера, Джакомо Пуччині (2019) та монобалет соліста театру Іллі Мірошніченка «Дерево не може втекти» на музику Петеріса Васкса, Джона Кейджа, Елісео Гренета. У дуєті Іллі Мірошніченка та Катерини Кузнецової було поставлено балет-антиутопію «1984. Інша» на музику Гільдур Ґуднадоттір, Гаушка за романом «1984» Джорджа Орвелла (2020).
В афіші театру присутні вечори дивертисменту сучасної хореографії («Con tutti i strumenti»), де у режимі творчої лабораторії презентуються мініатюри постановки Раду Поклітару та роботи артистів театру, які дебютують на великій сцені в ролі хореографів, підтримуючи звання «Київ Модерн-балету» як одного з провідних центрів розвитку сучасної хореографії України.

## Гастролі та фестивалі

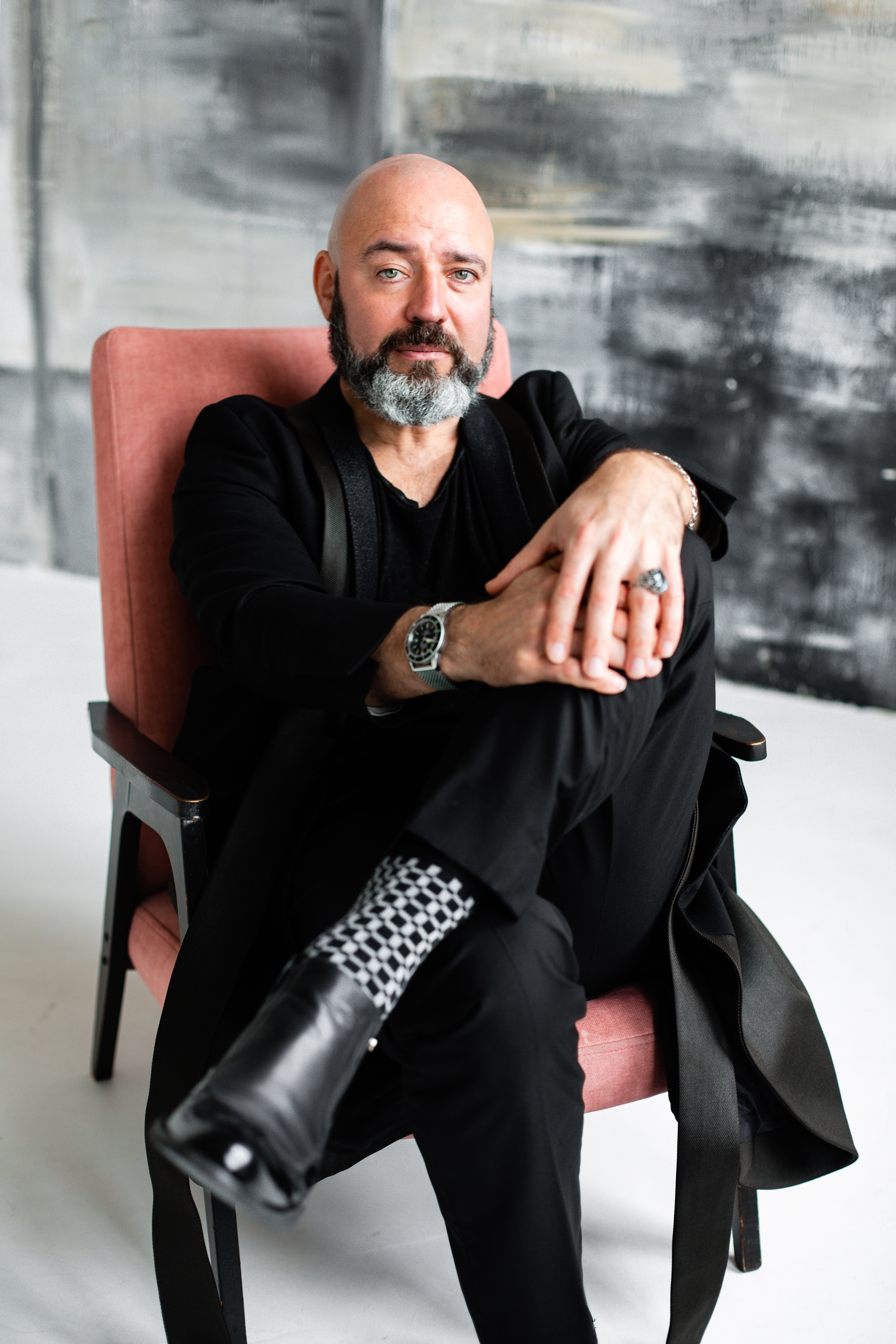
Хореограф Раду Поклітару

З перших днів створення «Київ Модерн-балет» активно брав участь у різноманітних фестивалях та конкурсах, як в Україні, так і за її межами. Театр є постійним учасником найбільших театральних фестивалів: «Час любити танець» (м. Біарриц, Франція), «Бієнале театру ім. Ежена Йонеско» (Bienala Teatrului «Eugène Ionesco» — BITEI), Міжнародного фестивалю культури і танцю (м. Бангкок, Таїланд), Міжнародного театрального фестивалю FITO (м. Орадя, Румунія), Міжнародного фестивалю «Балетне літо у Большому» (м. Мінськ, Білорусь), Міжнародного фестивалю сучасної хореографії у Вітебську (IFMC) (м. Вітебськ, Білорусь), Міжнародного фестивалю-конкурсу хореографічного мистецтва (м. Лодзь, Польща). З гастролями театр не лише їздить великими і малими містами України, його до співпраці активно запрошують іноземні представництва (протягом дев’яти років театр співпрацює з MTSM.B.V Musik Theatre Stage Management за сприяння яких балети театру показують у країнах Бенілюксу).
За роки свого існування театр представив мистецтво країни на гастролях у Франції, Іспанії, Швейцарії, Нідерландах, Бельгії, Португалії, Румунії, Китаї, Таїланді, Росії, Білорусії, Молдові, Естонії, Південній Кореї тощо.
Гастрольний графік одного 2019-го року охопив Одесу, Харків, Миколаїв, Херсон, Полтаву, Суми, Вінницю, Хмельницький, Бердянськ, Маріуполь, Краматорськ, Сєвєродонецьк, Дніпро, Кривий Ріг, Запоріжжя, Черкаси. Театр виступив на сценах Salle Métropole (Лозанна), Théâtre du Léman (Женева), Theater de Koornbeurs (Франекер), Theater Veluvine (Нюнспет), Theater Singer (Ларен), Theater De Hofnar (Валкенсвард), Theater Voorhuys (Берстат), Cultuur-En Congrescentrum Van (Veendam), Schouwburg (Lochem), ZINiN (Nijverdal), Cultura Ede (Molenstraat), Posthuis Theater (Геренвен), Stadsgehoorzaal (Кампен).
Театр є учасником традиційного фестивалю «Літо в стилі Модерн», що проходить в Одесі на сцені Одеського театру опери та балету. Перший фестиваль відбувся 2016 року до десятирічя театру, у 2021-у пройшов всьоме.
«Київ Модерн-балет» реагує на карантинні обмеження пандемічного періоду прем'єрою вистави «Маленький принц» в онлайн-форматі, яку 21 жовтня 2020 року переглянуло понад 17 тисяч глядачів. А новорічного вечора 31 грудня 2020 року театр показав онлайн-версію балету «Лускунчик» — трансляція з київського Жовтневого палацу.

## Люди театру
Керівництво
- Раду Поклітару — засновник та головний балетмейстер
- Володимир Меленчуков — директор — художній керівник (з січня 2018)

Хореографи
- Владислав Детюченко
- Катерина Курман
- Ілля Мірошніченко
- Артем Шошин

Актори
Провідні артисти
- Анастасія Баірд (з 2020)
- Дмитро Кондратюк (з 2006)
- Катерина Курман (з 2018)
- Мішель Фондю (з 2009)

Солісти
- Поліна Грініна
- Софія Гусєва
- Олександр Павлученко
- Сергій Щербіненко
- Ксенія Якушенко

Артисти
- Анатолій Водзянський
- Геннадій Баронін
- Іван Заєць
- Дмитро Завада
- Ганна Карнаух
- Тетяна Куруоглу
- Артем Куруоглу
- Поліна Луканська
- Олександра Столяр
- Юлія Човган
- Нікіта Шершньов
- Дар'я Шинкарук

У колективі танцювали: Дар’я Геращенко, Владислав Детюченко, Анастасія Добровольська, Катерина Кузнецова, Олександра Максимчук, Ілля Мірошніченко, Валерія Мельничук, Кирило Мороз, Олена Салтикова, Ірина Соловйова, Максим Усачов, Артем Шошин
З театром співпрацювали
Композитори
- Володимир Ніколаєв
- Олександр Родін
- Мирослав Скорик

Художники
- Ганна Іпатьева — художниця з костюмів
- Микола Гончаров — художник принтів до костюмів
- Олександр Друганов — художник костюмів, сценограф
- Віктор Задворний — стиліст зачісок
- Андрій Злобін — сценограф
- Дмитро Курята — художник костюмів
- Катерина Маньковська — художниця костюмів, сценограф
- Ольга Нікітіна — артдиректорка, відеодизайнер
- Маріанн Холленштайн (Швейцарія) — сценографиня

## Репертуар
| Прем'єра             | Тип                               | Назва | Постановка                            | Примітка                                                                                     |
| -------------------- | --------------------------------- | --- | ------------------------------------- | -------------------------------------------------------------------------------------------- |
| 2005 19 грудня       | опера-балет                       | «Le forze del destino / Сили долі» на музику Джузеппе Верді, Арріґо Бойто, Джакомо Пуччині, Каміля Сен-Санса, Альфредо Каталані                                                                                            | Раду Поклітару                        |                                                                                              |
| 2006 25 жовтня       | балет на дві серії                | «Кармен. TV» на музику Жоржа Бізе | Раду Поклітару                        |                                                                                              |
| 2007 25 січня        | балет на дві дії                  | «Ромео і Джульєтта» (Шекспірименти) на музику Петра Чайковського, Георга Генделя та доби Ренесансу за творами Вільяма Шекспіра                                                                                             | Раду Поклітару                        |                                                                                              |
| 2007 3 жовтня        | балет на одну дію                 | «Дощ» на музику Йоганна Себастьяна Баха та народів світу | Раду Поклітару                        |                                                                                              |
| 2007 3 жовтня        | балет на одну дію                 | «Болеро» Моріса Равеля | Раду Поклітару                        |                                                                                              |
| 2007 30 грудня       | балет на дві дії                  | «Лускунчик» Петра Чайковського | Раду Поклітару                        |                                                                                              |
| 2008 18 червня       | балет на одну дію                 | «Underground» на музику Петеріса Васкса | Раду Поклітару                        |                                                                                              |
| 2008 24 листопада    | балет на одну дію                 | «Палата №6» на музику Арво Пярта | Раду Поклітару                        |                                                                                              |
| 2009 30 жовтня       | балет на одну дію                 | «Двоє на гойдалці» на музику Йоганна Себастьяна Баха та Чавели Варгас за мотивами однойменної п’єси Вільяма Гібсона | Раду Поклітару                        |                                                                                              |
| 2010 24 та 26 червня | балет на одну дію                 | «Квартет-а-тет» на музику Ада Мааса | Раду Поклітару                        |                                                                                              |
| 2010 5 липня         | дивертисмент сучасної хореографії | «Con tutti i strumenti» | Раду Поклітару та артисти театру      |                                                                                              |
| 2011 25 травня       | балет на одну дію                 | «In pivo veritas» на ірландську народну музику та музику доби Ренесансу | Раду Поклітару                        |                                                                                              |
| 2012 18 травня       | балет–триптих                     | «Перехрестя» на музику Мирослава Скорика | Раду Поклітару                        | Копродукція з Національною оперою України ім. Тараса Шевченка                                |
| 2012 13 жовтня       | балет на одну дію                 | «Геревень» на музику Володимира Ніколаєва | Раду Поклітару                        | Копродукція з Пермским театром опери і балету ім. Петра Чайковського                         |
| 2013 22 червня       | балет на дві дії                  | «Лебедине озеро» Петра Чайковського | Раду Поклітару                        |                                                                                              |
| 2013 26 листопада    | балет на одну дію                 | «Пори року» Олександра Родіна | Олексій Бусько                        |                                                                                              |
| 2014 18 та 19 червня | балет на одну дію                 | «Жінки у ре мінорі» на музику Йоганна Себастьяна Баха | Раду Поклітару                        |                                                                                              |
| 2014 21 березня      | балет на одну дію                 | «Видіння Рози» на оригінальну музику Олександра Родіна переосмислений сюжет балету «Видіння троянди» Михайла Фокіна на музику Карла Марії фон Вебера, поставлений 1911 року за мотивами поеми «Видіння рози» Теофіля Готье | Олексій Бусько                        |                                                                                              |
| 2014 29 та 30 грудня | балет на одну дію                 | «Довгий різдвяний обід» на музику Антоніо Вівальді за мотивами п’єси Торнтона Вайлдера | Раду Поклітару                        |                                                                                              |
| 2015 30 червня       | балет на одну дію                 | «Ближче, ніж кохання» на музику Йоганна Пахельбеля, Георга Фрідріха Генделя, Крістофа Віллібальда Глюка, Антоніо Вівальді, Еціо Боссо, Алессандро Марчелло                                                                 | Артем Шошин                           |                                                                                              |
| 2016 12 березня      | балет на одну дію                 | «Пробігаючи життя» на музику Йоганна Себастьяна Баха, Вима Мертенса, Макса Ріхтера | Артем Шошин                           |                                                                                              |
| 2016 9 та 10 квітня  | балет на дві дії                  | «Жізель» Адольфа Адана | Раду Поклітару                        | Проєкт реалізовано за підтримки мецената Людмили Русаліної. Генеральний спонсор: STATUS      |
| 2017 25 та 26 квітня | балет на одну дію                 | «Вгору по річці» на музику Олександра Родіна за мотивами оповідання «Загадкова історія Бенджаміна Баттона» Френсіса Скотта Фіцджеральда                                                                                    | Раду Поклітару                        |                                                                                              |
| 2018 22 та 23 травня | балет на дві дії                  | «Спляча красуня» Петра Чайковського за мотивами казки Джамбаттіста Базіле | Раду Поклітару                        | Проєкт реалізовано за підтримки Посольство Швейцарії в Україні                               |
| 2018 25 вересня      | монобалет                         | «Дерево не може втекти» на музику Петеріса Васкса, Джона Кейджа, Елісео Гренета | Ілля Мірошніченко                     |                                                                                              |
| 2019 19 березня      | балет на одну дію                 | «Нерозлучники» на музику Густава Малера, Джакомо Пуччині | Артем Шошин                           |                                                                                              |
| 2019 20 червня       | балет на дві дії                  | «Вій» Олександра Родіна за мотивами однойменної повісті Миколи Гоголя | Раду Поклітару                        | Проєкт реалізовано за підтримки Департаменту культури КМДА                                   |
| 2020 21 січня        | балет-антиутопія                  | «1984. Інша» на музику Гільдур Ґуднадоттір, Гаушка за мотивами роману «1984» Джорджа Орвелла | Ілля Мірошніченко, Катерина Кузнецова |                                                                                              |
| 2020 21 жовтня       | балет на дві дії                  | «Маленький принц» на музику Вольфганга Моцарта та українських колискових у виконанні Марії Пилипчак за мотивами твору Антуана Сент-Екзюпері                                                                                | Раду Поклітару                        | Проєкт реалізовано за підтримки Українського культурного фонду та Департаменту культури КМДА |
| 2021 27 січня        | балет на одну дію                 | «Дев’ять побачень» на музику Фридерика Шопена | Раду Поклітару                        | Проєкт реалізовано за підтримки мецената Володимира Філіппова                                |
| 2021 13 жовтня       | балет на дві дії                  | «Пікова дама» на музику Петра Чайковського (Друга і Шоста симфонії) за мотивами однойменної повісті Олександра Пушкіна | Раду Поклітару                        | Проєкт реалізовано за підтримки Українського культурного фонду та Департаменту культури КМДА |
| 2023 19 березня      | балет на одну дію                 | «Завтра» на музику Фридерика Шопена | Раду Поклітару                        |                                                                                              |
| 2023 21 жовтня       | балет на одну дію                 | «ДискриміНАЦІЯ» на музику Георга Генделя та Валентина Сильвестрова | Раду Поклітару                        | Реалізовано за підтримки Українського культурного фонду                                      |
| 2023 21 грудня       | балет-подорож на одну дію         | «За хвилину до Різдва» лібрето Оксани Тараненко на музику Каміля Сен-Санса та «Carol of the Bells» | Сергій Кон                            |                                                                                              |

## Нагороди та визнання
| Рік               | Премія                                                       | Номінація                                                           | Номінант                                                                  | Результат |
| ----------------- | ------------------------------------------------------------ | ------------------------------------------------------------------- | ------------------------------------------------------------------------- | --------- |
| 2007 27 березня   | Театральна премія «Київська пектораль» сезону 2006/07        | Краща вистава/вистава драматичного театру                           | «Кармен.TV»                                                               | Перемога  |
| 2007 27 березня   | Театральна премія «Київська пектораль» сезону 2006/07        | Краща хореографія та пластика / пластичне вирішення вистави         | Раду Поклітару («Кармен.TV»)                                              | Перемога  |
| 2007 27 березня   | Театральна премія «Київська пектораль» сезону 2006/07        | Краще виконання жіночої ролі                                        | Ольга Кондакова (Кармен у балеті «Кармен.TV»)                             | Номінація |
| 2008 27 березня   | Театральна премія «Київська пектораль» сезону 2007/08        | Подія року                                                          | «Болеро» «Дощ» «Веронський міф: Шекспірименти» «Лускунчик»                | Перемога  |
| 2013 25 березня   | Театральна премія «Київська пектораль» сезону 2012/13        | Мистецька подія у музичному театрі / Краща вистава музичного театру | «Перехрестя»                                                              | Перемога  |
| 2014 24 березня   | Театральна премія «Київська пектораль» сезону 2013/14        | Мистецька подія у музичному театрі / Краща вистава музичного театру | «Лебедине озеро»                                                          | Перемога  |
| 2014 24 березня   | Театральна премія «Київська пектораль» сезону 2013/14        | Краща хореографія та пластика / пластичне вирішення вистави         | Раду Поклітару («Лебедине озеро»)                                         | Перемога  |
| 2014 24 березня   | Театральна премія «Київська пектораль» сезону 2013/14        | Кращий режисерський дебют                                           | Олексій Бусько («Пори року»)                                              | Номінація |
| 2016 2 березня    | Національна премія України імені Тараса Шевченка за 2016 рік | Музичне мистецтво                                                   | «Лебедине озеро» «Жінки в ре мінорі» «Довгий різдвяний обід» «Перехрестя» | Перемога  |
| 2019 30 листопада | II Всеукраїнський театральний фестиваль-премія «GRA»         | Найкраща хореографічна/балетна/пластична вистава                    | «Спляча красуня»                                                          | Номінація |
| 2020 2 квітня     | Театральна премія «Київська пектораль» сезону 2019/20        | Краща режисерська робота                                            | Раду Поклітару («Вій»)                                                    | Номінація |
| 2020 2 квітня     | Театральна премія «Київська пектораль» сезону 2019/20        | Краще виконання чоловічої ролі                                      | Ілля Мірошніченко (Хома Брута у балеті «Вій»)                             | Номінація |
| 2020 2 квітня     | Театральна премія «Київська пектораль» сезону 2019/20        | Краща музична концепція вистави                                     | Олександр Родін («Вій»)                                                   | Номінація |
| 2020 2 квітня     | Театральна премія «Київська пектораль» сезону 2019/20        | Краще пластичне вирішення вистави                                   | Раду Поклітару («Вій»)                                                    | Перемога  |